# Mirella Freni
Mirella Freni, pseudonimo di Mirella Fregni (Modena, 27 febbraio 1935 – Modena, 9 febbraio 2020), è stata un soprano italiano, attivo dalla fine degli anni cinquanta ai primi anni duemila.

## Biografia
Fu una "bambina prodigio", essendosi esibita in pubblico già all'età di dieci anni in un concorso RAI cantando Un bel dì vedremo da Madama Butterfly. Aveva cominciato ad amare la musica in famiglia e a cantare da voce bianca le arie d'opera popolari, mentre uno zio materno le aveva insegnato a leggere le prime note. Beniamino Gigli, dopo averla ascoltata in un'audizione privata a Roma, le consigliò di dedicarsi in maniera sistematica allo studio del canto. 
Come insegnante ebbe il baritono, noto nel primo Novecento, Gigi Bertazzoni, accompagnato al pianoforte dal maestro Leone Magiera, che ne divenne il preparatore musicale per i primi venticinque anni di carriera.
Dopo qualche anno di studio, debuttò con grande successo il 3 febbraio 1955 al Teatro Comunale di Modena come Micaela in Carmen. Subito dopo il brillante esordio, la Freni interruppe la carriera in seguito al matrimonio col maestro Magiera e alla nascita della figlia Micaela, riprendendo soltanto tre anni dopo, quando, dopo l'affermazione al Concorso internazionale di musica G.B. Viotti a Vercelli, cantò nel ruolo di Mimì al Teatro Regio di Torino. Seguirono gli esordi a Glyndebourne nei ruoli mozartiani di Susanna e Zerlina e al Covent Garden in Nannetta nel 1961.
Nel 1962, ancora con Falstaff, esordì alla Scala di Milano. Il primo grande successo scaligero da protagonista fu nel 1963 nella celebre edizione de La bohème diretta da Herbert von Karajan, del quale divenne ben presto una delle cantanti preferite in assoluto. Nello stesso anno debuttò, ancora come Mimì, alla Staatsoper di Vienna, dove interpretò il suo personaggio prediletto in trentatré rappresentazioni, fino al 1992. Altro importante debutto fu al Metropolitan nel 1965, ancora in Bohème, accanto al pure esordiente Gianni Raimondi. Seguirono apparizioni negli altri principali teatri statunitensi e poi in tutti i più grandi teatri del mondo, prevalentemente in ruoli squisitamente lirici o lirico-leggeri (oltre a Mimì e Micaela, Liù, Suzel, Juliette, Marguerite, Adina, Elvira e diversi ruoli mozartiani), con l'eccezione di Violetta, affrontata alla Scala, a Londra e nella sua Modena.
A partire dagli anni 70 iniziò ad affrontare ruoli dalla vocalità più tesa, in particolare dell'universo verdiano, come Desdemona in Otello, Elisabetta in Don Carlo, Amelia in Simon Boccanegra, Elvira in Ernani, fino ad Aida. Aggiunse inoltre al repertorio i personaggi pucciniani di stampo più drammatico, come Butterfly, Manon e Tosca. 
Con gli anni 90 allargò il repertorio nell'ambito del verismo interpretando Fedora e Adriana Lecouvreur, e spingendosi nell'area dell'opera russa con Eugene Onegin, La dama di picche e il personaggio di Giovanna de La pulzella d'Orleans. Proprio con quest'ultimo ruolo chiuse la carriera a Washington nel 2005. Nello stesso anno il Metropolitan (dove ha cantato in centoquaranta recite) celebrò il quarantesimo anniversario dell'esordio in quel teatro con uno speciale gala ("Mirella Freni Gala Anniversary Concert"), che fu l'ultima apparizione.
La carriera di Mirella Freni fu caratterizzata, come traspare anche dal percorso evolutivo, da un affinamento e uno studio continui, sia della tecnica vocale sia dell'interpretazione scenica. Tra le interpretazioni più acclamate spicca quella della Bohème pucciniana, tanto da essere considerata fra le Mimì per antonomasia del XX secolo. Ha svolto una vasta attività discografica.
Dopo il divorzio dal maestro Magiera sposò nel 1978 il basso Nicolaj Ghiaurov, morto nel 2004. Nel 1990 pubblicò un libro di memorie intitolato Mio caro teatro. Nel 1993 venne insignita della Legion d'Onore. Nel 2010, all'Arena di Verona, le fu assegnato il primo Oscar della Lirica alla carriera. Nel 2015 il teatro alla Scala l'ospitò in una serata in suo onore in occasione degli 80 anni. Il 2 ottobre 2021 è stato intitolato anche a lei, come già a Luciano Pavarotti, il teatro comunale di Modena.

## Curiosità
- Raccontava la Freni che la sua vita fu legata all'opera sin dalla nascita, dato che per poco non nacque su una delle panche del Teatro comunale di Modena. Infatti sua madre, recatasi a teatro nonostante fosse agli ultimi giorni di gravidanza, rientrò a casa appena in tempo prima del parto.[3]
- La Freni ebbe la stessa balia di Luciano Pavarotti, circostanza favorita dal fatto che le madri erano colleghe di lavoro come operaie alla Manifattura Tabacchi della città.[3]

## Repertorio
| Ruolo                       | Titolo                   | Autore      |
| --------------------------- | ------------------------ | ----------- |
| Beatrice di Tenda           | Beatrice di Tenda        | Bellini     |
| Elvira                      | I puritani               | Bellini     |
| Micaëla                     | Carmen                   | Bizet       |
| Margherita                  | Mefistofele              | Boito       |
| Tatiana                     | Evgenij Onegin           | Čajkovskij  |
| Giovanna d'Arco             | La Pulzella d'Orléans    | Čajkovskij  |
| Lisa                        | La dama di picche        | Čajkovskij  |
| Adriana Lecouvreur          | Adriana Lecouvreur       | Cilea       |
| Adina                       | L'elisir d'amore         | Donizetti   |
| Maria                       | La figlia del reggimento | Donizetti   |
| Norina                      | Don Pasquale             | Donizetti   |
| Fedora                      | Fedora                   | Giordano    |
| Caterina Hubscher           | Madame Sans-Gêne         | Giordano    |
| Marguerite                  | Faust                    | Gounod      |
| Mireille                    | Mireille                 | Gounod      |
| Juliette                    | Roméo et Juliette        | Gounod      |
| Oberto                      | Alcina                   | Händel      |
| Romilda                     | Serse                    | Händel      |
| Nedda                       | Pagliacci                | Leoncavallo |
| Suzel                       | L'amico Fritz            | Mascagni    |
| Manon                       | Manon                    | Massenet    |
| Contessa d'Almaviva Susanna | Le nozze di Figaro       | Mozart      |
| Zerlina                     | Don Giovanni             | Mozart      |
| Antonia                     | I racconti di Hoffmann   | Offenbach   |
| Cecchina                    | La Cecchina              | Piccinni    |
| Manon Lescaut               | Manon Lescaut            | Puccini     |
| Mimì                        | La bohème                | Puccini     |
| Floria Tosca                | Tosca                    | Puccini     |
| Cio-Cio-San                 | Madama Butterfly         | Puccini     |
| Giorgetta                   | Il tabarro               | Puccini     |
| Suor Angelica               | Suor Angelica            | Puccini     |
| Lauretta                    | Gianni Schicchi          | Puccini     |
| Liù                         | Turandot                 | Puccini     |
| Matilde                     | Guglielmo Tell           | Rossini     |
| Griselda                    | Griselda                 | Scarlatti   |
| Elvira                      | Ernani                   | Verdi       |
| Violetta Valery             | La traviata              | Verdi       |
| Amelia Boccanegra           | Simon Boccanegra         | Verdi       |
| Donna Leonora di Vargas     | La forza del destino     | Verdi       |
| Elisabetta di Valois        | Don Carlo                | Verdi       |
| Aida                        | Aida                     | Verdi       |
| Desdemona                   | Otello                   | Verdi       |
| Mrs Alice Ford Nannetta     | Falstaff                 | Verdi       |

## Discografia

### Opere complete
| Anno | Titolo Ruolo                                   | Cast                                                                            | Direttore                   | Etichetta           |
| ---- | ---------------------------------------------- | ------------------------------------------------------------------------------- | --------------------------- | ------------------- |
| 1962 | Alcina Oberto                                  | Joan Sutherland, Teresa Berganza, Graziella Sciutti, Luigi Alva                 | Richard Bonynge             | Decca               |
|      | La bohème Mimì                                 | Nicolai Gedda, Mario Sereni, Mariella Adani                                     | Thomas Schippers            | EMI                 |
| 1963 | Carmen Micaela                                 | Leontyne Price, Franco Corelli, Robert Merrill                                  | Herbert Von Karajan         | RCA                 |
|      | Falstaff Nannetta                              | Geraint Evans, Alfredo Kraus, Giulietta Simionato, Ilva Ligabue, Robert Merrill | Georg Solti                 | Decca               |
| 1966 | Don Giovanni Zerlina                           | Nicolai Ghiaurov, Christa Ludwig, Paolo Montarsolo                              | Otto Klemperer              | EMI                 |
|      | L'elisir d'amore Adina                         | Nicolai Gedda, Renato Capecchi, Mario Sereni                                    | Francesco Molinari Pradelli | Black Disc          |
| 1968 | L'amico Fritz Suzel                            | Luciano Pavarotti, Vicente Sardinero, Laura Didier Gambardella                  | Gianandrea Gavazzeni        | EMI                 |
|      | Roméo et Juliette Juliette                     | Franco Corelli, Henri Gui, Claude Calés                                         | Alain Lombard               | EMI                 |
| 1969 | Carmen Micaela                                 | Grace Bumbry, Jon Vickers, Kostas Paskalis                                      | Rafael Frühbeck de Burgos   | EMI                 |
| 1970 | Le nozze di Figaro Susanna                     | Wladimiro Ganzarolli, Jessye Norman, Ingvar Wixell                              | Colin Davis                 | Philips             |
| 1972 | La bohème Mimì                                 | Luciano Pavarotti, Rolando Panerai, Elizabeth Harwood, Nicolai Ghiaurov         | Herbert Von Karajan         | Decca               |
|      | Don Giovanni Zerlina                           | Ingvar Wixell, Kiri Te Kanawa, Martina Arroyo                                   | Colin Davis                 | Philips             |
| 1974 | Otello Desdemona                               | Jon Vickers, Peter Glossop                                                      | Herbert von Karajan         | EMI                 |
|      | Madama Butterfly Cio-Cio-San                   | Luciano Pavarotti, Christa Ludwig, Robert Kerns                                 | Herbert von Karajan         | Decca               |
| 1976 | Pagliacci Nedda                                | Luciano Pavarotti, Ingvar Wixell, Vincenzo Bello                                | Giuseppe Patanè             | Decca               |
| 1977 | Simon Boccanegra Amelia Grimaldi               | Piero Cappuccilli, José Carreras, Nicolai Ghiaurov                              | Claudio Abbado              | Deutsche Grammophon |
|      | Turandot Liù                                   | Montserrat Caballé, José Carreras, Paul Plishka                                 | Alain Lombard               | EMI                 |
| 1978 | Don Carlo Elisabetta di Valois                 | José Carreras, Nicolai Ghiaurov, Agnes Baltsa, Piero Cappuccilli                | Herbert Von Karajan         | EMI                 |
|      | Faust Marguerite                               | Plácido Domingo, Nicolai Ghiaurov, Thomas Allen                                 | Georges Prêtre              | EMI                 |
|      | Tosca Floria Tosca                             | Luciano Pavarotti, Sherrill Milnes                                              | Nicola Rescigno             | Decca               |
|      | Guglielmo Tell Matilde d'Asburgo               | Sherrill Milnes, Luciano Pavarotti, Nicolai Ghiaurov                            | Riccardo Chailly            | Decca               |
| 1979 | Aida                                           | José Carreras, Agnes Baltsa, Piero Cappuccilli                                  | Herbert Von Karajan         | EMI                 |
|      | Mireille                                       | Alain Vanzo, Jane Rhodes, José van Dam                                          | Michel Plasson              | EMI                 |
| 1980 | Mefistofele Margherita                         | Nicolai Ghiaurov, Luciano Pavarotti, Montserrat Caballé                         | Oliviero De Fabritiis       | Decca               |
| 1983 | Don Pasquale Norina                            | Sesto Bruscantini, Leo Nucci, Gösta Winbergh                                    | Riccardo Muti               | EMI                 |
|      | Manon Lescaut                                  | Placido Domingo, Renato Bruson                                                  | Giuseppe Sinopoli           | Deutsche Grammophon |
| 1986 | La forza del destino Leonora di Vargas         | Placido Domingo, Giorgio Zancanaro, Paul Plishka                                | Riccardo Muti               | EMI                 |
| 1987 | Madama Butterfly Cio-Cio-San                   | José Carreras, Teresa Berganza, Juan Pons                                       | Giuseppe Sinopoli           | Deutsche Grammophon |
|      | Carmen Micaela                                 | Jessye Norman, Neil Shicoff, Simon Estes                                        | Seiji Ozawa                 | Philips             |
| 1988 | Evgenij Onegin Tatjana                         | Thomas Allen, Anne Sofie von Otter, Neil Shicoff                                | James Levine                | Deutsche Grammophon |
| 1990 | Tosca Floria Tosca                             | Placido Domingo, Samuel Ramey                                                   | Giuseppe Sinopoli           | Deutsche Grammophon |
| 1991 | Il trittico Giorgetta, Suor Angelica, Lauretta | Giuseppe Giacomini, Elena Souliotis, Roberto Alagna, Leo Nucci                  | Bruno Bartoletti            | Decca               |
| 1992 | Manon Lescaut                                  | Luciano Pavarotti, Dwayne Croft                                                 | James Levine                | Decca               |

### Recital
- Mirella Freni, Opera Arias - EMI CDM 7 631102, 1968 (1 CD)
- Galakonzert - M. Freni e E. Alvares in Concerto - Dir. Kurt Eichhorn - Munich 1971 - Melodram (1 CD);
- Mirella Freni and Renata Scotto in Duet - Decca 475 6811, 1978 (1 CD)
- Mirella Freni - Puccini & Verdi Arias - con il tenore Franco Bonisolli - Dir. L.Magiera - ARTS (1 CD)
- Mirella Freni, 40th Anniversary - DECCA 440 412-2, 1994 (1 CD)
- Freni, Pavarotti: Arias and Duets - DECCA 458 221-2, 1998 (1 CD)
- Very Best of Mirella Freni CD - EMI Classics (2CD)
- Close Encounters with Great Singers - Mirella Freni - Vai VAIA 1216, 2003 (1 CD)
- Mirella Freni: a celebration - DECCA 475 6553, 2005 (2 CD)

## DVD e Blu-ray

### Opere
- Bizet - Carmen (film 1967) - Bumbry, Vickers, Freni, Diaz - Dir. Regia Karajan - Deutsche Grammophon 073 4032 GH (1 DVD) 1967;
- Cilea - Adriana Lecouvreur - Freni, Dvorsky, Cossotto, Cassis, Vinco - Dir. G. Gavazzeni  - Opus Arte LS3011D 1989 (1 DVD);
- Giordano - Fedora - Freni, Domingo, Arteta, Hartman - Dir. Roberto Abbado - Deutsche Grammophon 073 2329 GH 1997 (1 DVD);
- Giordano - Fedora - Mirella Freni/Adelina Scarabelli/Plácido Domingo - Dir. Gianandrea Gavazzeni, regia Lamberto Puggelli, 1993 Arthaus/RAI
- Gounod - Faust - Gedda, Freni - Teatro dell'Opera di Parigi - Live;
- Gounod - Faust - Kraus, Freni, Ghiaurov - Live;
- Mozart - Le nozze di Figaro - Freni, Te Kanawa, Fischer-Dieskau, Prey, Montarsolo - Dir. Böhm - Regia di Ponnelle - Deutsche Grammophon 073 4034 GH2 1976 (2 DVD);
- Verdi - Don Carlos - Domingo, Freni, Bumbry, Ghiaurov, Furlanetto, Quilico - Dir. Levine - Met Live, regia John Dexter - Deutsche Grammophon 073 4085 GH2, 1983 (2 DVD);
- Verdi - Ernani - Domingo, Freni, Ghiaurov, Bruson, Giacomotti - Dir. Muti - Teatro alla Scala NVC Arts/Warner Music Vision 4509 99213-2 1982(1 DVD);
- Verdi - Otello - Vickers, Freni, Glossop, Van Dam - Dir. Regia Karajan - Deutsche Grammophon 073 4040 GH, 1974 (1 DVD);
- Verdi - Otello - Domingo, Freni, Cappuccilli, Raffanti, Roni, Ciannella - Dir. Kleiber - Teatro alla Scala di Milano - Live 1976;
- Puccini - Madama Butterfly - Freni, Domingo, Ludwig, Kerns - Dir. Karajan - Film TV regia Ponnelle - Decca 073 4037 GH, 1974 (1 DVD);
- Puccini - La bohème - Freni, Panerai, Raimondi, Vinco, Maffeo - Dir. Karajan - Regia F. Zeffirelli - Deutsche Grammophon 073 4071 GH, 1965 (1 DVD);
- Puccini - La bohème - Pavarotti, Freni, Quilico, Ghiaurov, Tajo - Dir. B. Large - Arthaus Musik 100 046 1988 (1 DVD);
- Puccini - La bohème - Pavarotti, Freni, Ghiaurov - Dir. Oren - La Boheme del centenario - Rai - Live.
- Čajkovskij - Evgenij Onegin - Mirella Freni, Sandra Walker, Wolfgang Brendel, Nicolai Ghiaurov - Dir. Bruno Bartoletti, 1984 Arthaus

### Concerti
- Video - The Metropolitan Opera Gala 1991 - Pavarotti, Domingo, Andreson, Freni, Prey, Battle, Hampson, Ramey, Von Otter, Ghiaurov, ecc. - DEUTSCHE GRAMMOPHON 072 528-3 (2 DVD);
- Video - Opera Gala - Freni, Corelli, Cossotto, Ligabue - Dir. N. Santi - Hamburg 1971 (1 DVD);
- Video - Concerto di Mirella Freni e Cesare Siepi - Lugano - (1 DVD);
- Video - New Year's Eve Concert 1998 - Freni, Christine Schäfer, Alvarez, Keenlyside - BPO - Claudio Abbado - 1998